# My Life Is a Party
„My Life Is a Party” – trzynasty singel niemieckiego zespołu muzycznego Italobrothers, który został wydany 27 lipca 2012 roku przez Zoo Digital.

## Lista utworów
- digital download (27 lipca 2012)[1]

1. „My Life Is a Party” (Radio Edit) – 3:12
2. „My Life Is a Party” (R.I.O. Video Edit) – 3:27
3. „My Life Is a Party” (Ryan T. & Rick M. Radio Edit) – 3:30
4. „My Life Is a Party” (Whirlmond Radio Edit) – 3:22
5. „My Life Is a Party” (Extended Mix) – 4:54
6. „My Life Is a Party” (Club Mix) – 5:03
7. „My Life Is a Party” (Ryan T. & Rick M. Remix) – 5:00
8. „My Life Is a Party” (Whirlmond Remix) – 5:05

- CD maxi–singel – singel promocyjny (29 października 2012)[1]

1. „My Life Is a Party” (R.I.O. Video Edit) – 3:27
2. „My Life Is a Party” (Radio Edit) – 3:12
3. „My Life Is a Party” (Extended Mix) – 4:54
4. „My Life Is a Party” (Club Mix) – 5:03
5. „My Life Is a Party” (Ryan T. & Rick M. Remix) – 5:00
6. „My Life Is a Party” (Whirlmond Remix) – 5:05

## Notowania na listach przebojów
| Kraj       | Lista (2012)    | Najwyższa pozycja |
| ---------- | --------------- | ----------------- |
| Austria    | Singles Top 75  | 18                |
| Niemcy     | Top 100 Singles | 43                |
| Szwajcaria | Singles Top 75  | 62                |
| Francja    | Top 200 Singles | 103               |